# Macrina Rabadán Santana
Macrina Rabadán Santana (Cuetzala del Progreso, Guerrero, 7 de agosto de 1910-ibid., 21 de febrero de 2000) fue una maestra, política y luchadora social y agraria mexicana. Fue diputada federal de 1958 a 1961, electa por el Partido Popular Socialista, fue la primera diputada de oposición al Partido Revolucionario Institucional (PRI), dominante en ese entonces.

## Biografía
Nació en Cuetzala del Progreso, proveniente de una familia de elevada posición social en su pueblo, siendo la mayor de seis hermanos. Realizó sus estudios básicos en dicho pueblo, luego la secundaria en el Instituto Wallace en Chilpancingo y egresó como profesora por el Instituto del Estado.
Su primer destino como maestra fue Acamixtla, en el municipio de Taxco de Alarcón y luego a la de Cuetzala, donde ella misma había estudiado la primaria y en donde llegó a ser directora. 
Junto con sus hermanos Epigmenio y David, Macrina Rabadán lideró el movimiento agrarista en su región natal, promoviendo el reparto agraria de las tierras aun en manos de latifundistas y hacendados. Con el apoyo del presidente Lázaro Cárdenas del Río consiguió su reparto y el establecimiento de ejidos para los campesinos. Sin embargo, dicha lucha les causó numerosos enemigos y que se saldaría con el asesinato de sus dos hermanos.
En 1940 el gobernador de Guerrero Alberto F. Berber la comisionó a tomar la palabra en un mitin del entonces candidato presidencial Manuel Ávila Camacho en la ciudad de Iguala. Admirado con su talento como oradora, Ávila Camacho la invitió a acompañarlo el resto de su campaña como oradora oficial y al asumir la presidencia ese mismo año, la nombró inspectora y promotora de servicios sociales de la Secretaría de Salubridad y Asistencia. En 1945 se unió a la campaña electoral de Baltazar R. Leyva Mancilla a la gubernatura de Guerrero y en 1946 asumió como profesora en una escuela de Taxco de Alarcón.
En 1948 participó en la fundación del entonces Partido Popular (PP) —que posteriormente se convirtió en el Partido Popular Socialista (PPS)— por Vicente Lombardo Toledano, el que promovió entre el campesinado que lideraba. En 1949 contrajo matrimonio con el pintor Luis Arenal Bastar al que conoció mientras éste realizaba los murales del Palacio de Gobierno de Guerrero. En 1950 fue la primera presidenta del PP en el estado de Guerrero. En el gobierno de Alejandro Gómez Maganda fue directora de Acción Cívica y Cultural del estado.
En 1952 fue candidata del PP a diputada al Congreso del Estado de Guerrero por el distrito de Chilpancingo, pero no logró el triunfo. Junto a su esposo y el profesor Germán Nava, fundó en 1954 el Instituto Regional de Bellas Artes de Acapulco y del que fungió como directora de 1957 a 1958. Este último año fue elegida, como candidata del PP, diputada federal por el Distrito 2 de Guerrero a la XLIV Legislatura de 1958 a 1961, siendo la primera mujer elegida diputada federal como opositora al PRI. Durante los años anterior a su elección y luego durante su cargo y en cuyas intervenciones ante el pleno siempre se caracterizaron por su cruda franqueza; fue asumiendo posiciones políticas claramente contrarias a las del PRI y el gobierno, y luego a las de su propio partido al darse cuenta de que este en realidad tenía una dependencia y cercanía con el gobierno y el PRI que en los años siguientes le otorgarían el mote de partido paraestatal, por lo rompió con él durante su gestión como diputada.
Al terminar su cargo, continuó su militancia en los movimientos de izquierda en México, participó como representante del movimiento mexicano en el Congreso Mundial por la Paz que se llevó a cabo en Moscú en 1963 y posteriormente visitó la República Popular China como invitada de su gobierno. Debido a su militancia política fue relegada de cualquier puesto gubernamental, por lo que se dedicó al comercio para poder tener ingresos. En 1974 el presidente Luis Echeverría Álvarez la nombró directora del Fondo Nacional para el Fomento de las Artesanías en Guerrero. Consiguió que en 1976 Echeverría otorgara dos hectáreas de terreno en la playa de Acapulco para el establecimiento del Instituto Guerrerense de Bellas Artes, pero el sucesor de Echeverría, José López Portillo, abrogó dicho decreto y otorgó el terreno del Centro de Convenciones de Acapulco, por dicho conflicto, renunció a su puesto como directora de FONART.
En 1981 fundó la sucursal de Plástica Mexicana en Taxco por indicación del Instituto Nacional de Bellas Artes, fue su directora desde ese año hasta su fallecimiento en 2000. En 1984 recibió un homenaje por parte del Centro de Estudios Históricos del Agrarismo en la Ciudad de México, y en 1996 el gobierno de Guerrero le otorgó el Premio Cívico al Mérito de la Mujer Antonia Nava de Catalán.
Falleció en su ciudad natal, el 21 de febrero de 2000.